# Resolution 842 des UN-Sicherheitsrates
Die Resolution 842 des UN-Sicherheitsrates ist eine Resolution, die der Sicherheitsrat der Vereinten Nationen in seiner 3239. Sitzung am 16. Juni 1993 einstimmig beschloss. Nach Bekräftigung der Resolution 743 (1992) betreffend der United Nations Protection Force (UNPROFOR) und der Resolution 795 (1992) zur Autorisierung von Friedenstruppen in der Republik Mazedonien begrüßte der Sicherheitsrat eine Zunahme dieser Einheiten ebenda. 
Die Resolution begrüßte ferner die Entscheidung der Vereinigten Staaten von Amerika, bis Juli 1993 zusätzlich dreihundert Einheiten nach Mazedonien zu verlegen, nachdem bereits siebenhundert skandinavische Einheiten dort stationiert sind.